# Lejokus silvestris
Genre
Espèce
Lejokus silvestris, unique représentant du genre Lejokus, est une espèce d'opilions laniatores de la famille des Podoctidae.

## Distribution
Cette espèce est endémique de Bornéo.

## Description
Le mâle holotype mesure 3,5 mm.

## Publication originale
- Roewer, 1949 : « Über Phalangodidae II. Weitere Weberknechte XIV. » Senckenbergiana, vol. 30, p. 247–289.